# Апофеоз Вашингтона

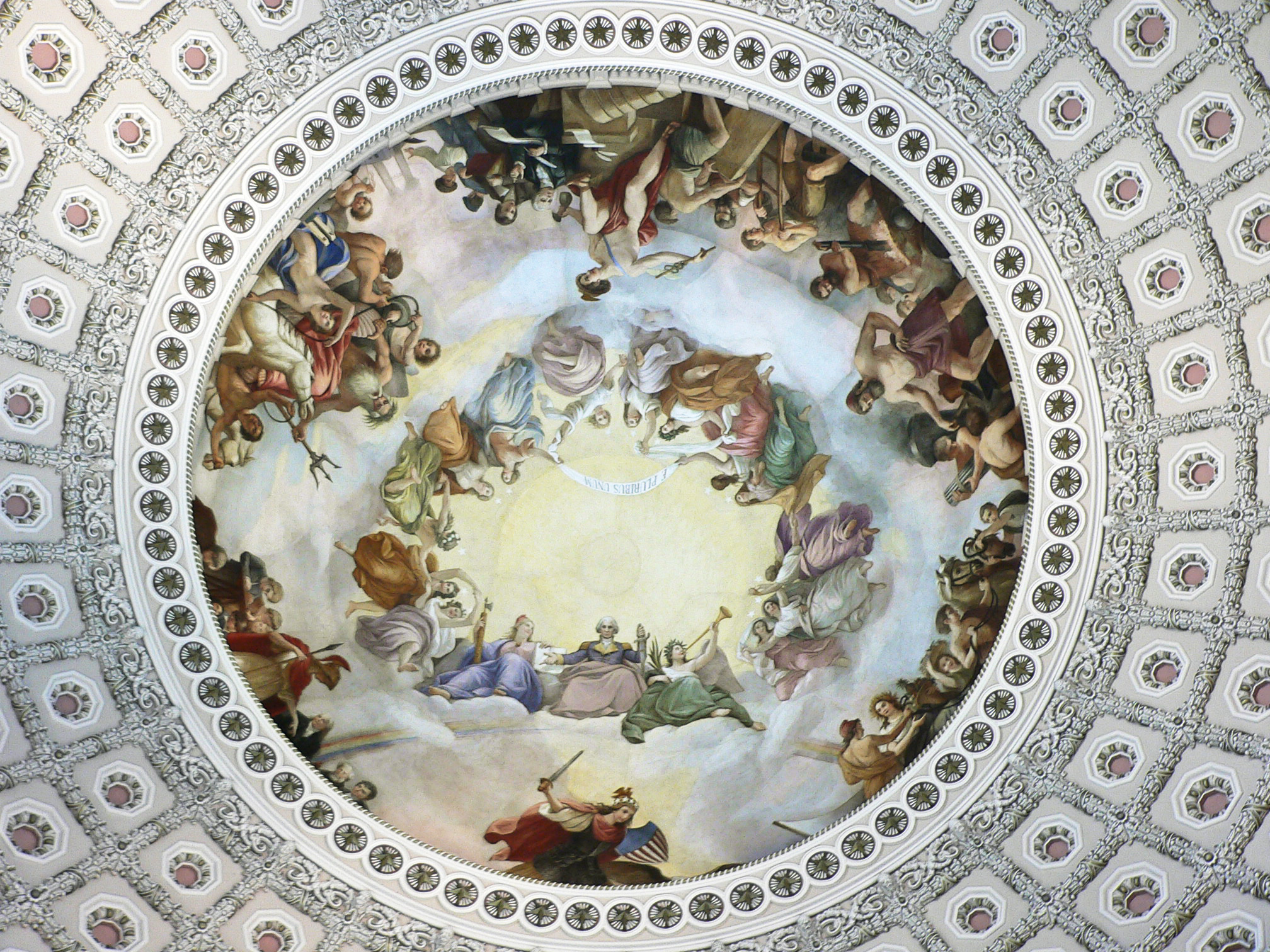
Вид на «Апофеоз Вашингтона» в ротонде Капитолия

«Апофео́з Ва́шингтона» (англ. The Apotheosis of Washington) — фреска работы греко-итальянского художника Константина Брумиди, написанная в 1865 году и наблюдаемая через окулюс купола ротонды Капитолия США. Фреска расположена на высоте 55 м от пола ротонды и занимает площадь в 433,3 м². Фигуры изображены в высоту до 4,6 м и видны с этажа ниже. Строительство купола было завершено в 1863 году; Брумиди написал фреску в течение 11 месяцев в конце Гражданской войны. За написание фрески ему заплатили 40 тысяч долларов.
Брумиди три года работал в Ватикане при папе Григории XVI и служил при нескольких аристократах как художник их дворцов и вилл, включая семейство Торлония. Он иммигрировал в США в 1852 году и провёл многие из последних 25 лет своей жизни, работая над Капитолием. Помимо «Апофеоза Вашингтона» он расписал «Коридоры Брумиди».

## Символизм

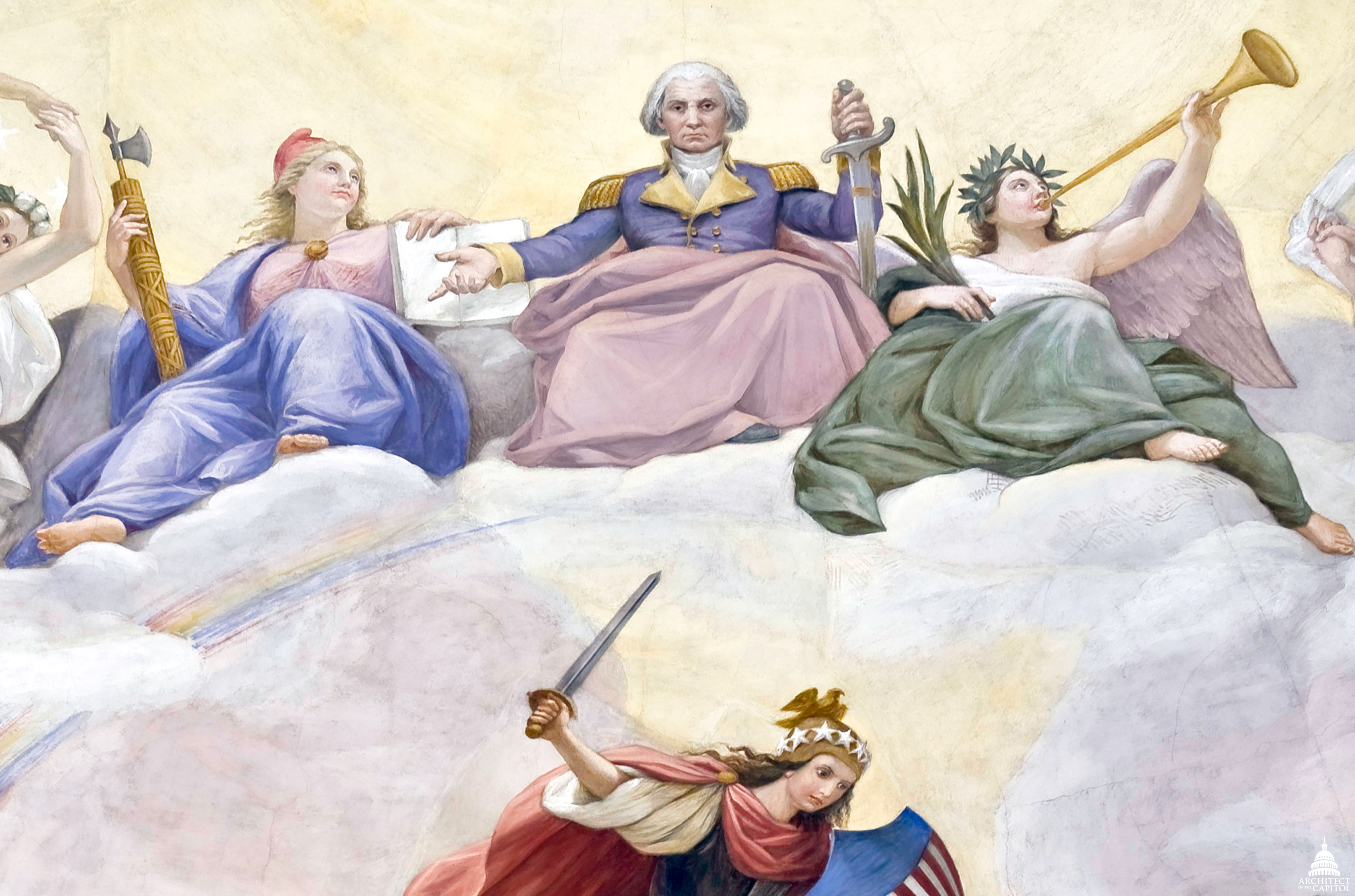
Вашингтон на фреске

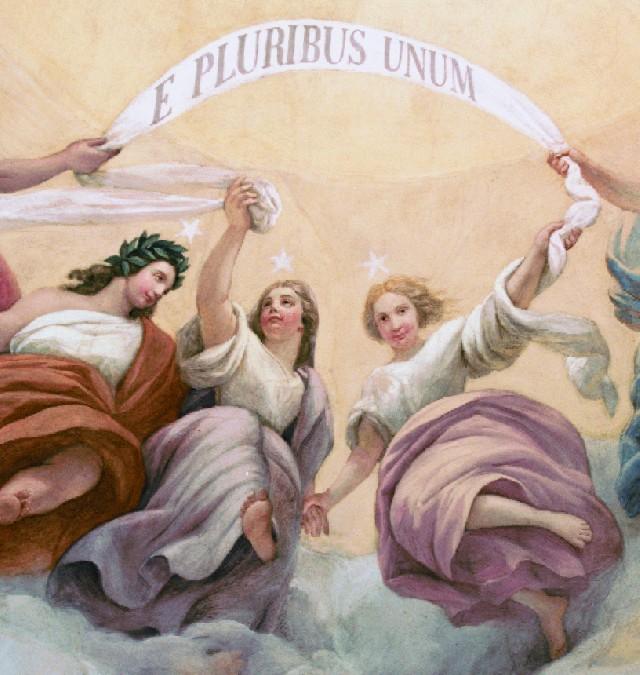
Зеркально над Вашингтоном изображён девиз E Pluribus Unum, означающий «Из многих — единое»

«Апофеоз Вашингтона» изображает Джорджа Вашингтона сидящим в небесах в экзальтированной манере, буквально, восшедшим и ставшим богом (апофеоз). Вашингтон, первый президент США и главнокомандующий Континентальной армией в Войну за независимость, аллегорически представлен окружённым персонажами из классической мифологии. Вашингтон одет в пурпурный, королевский цвет, с радугой у его ног и в окружении богини Виктории в зелёных одеждах, трубящей в рог, и Свободы. Свобода одета в фригийский колпак, что символизирует эмансипацию и происходит из римской традиции, в которой сыновьям, покидающим дом, и освобождённым рабам выдавали красный колпак. Она держит фасции в своей правой руке и открытую книгу в левой.
Формируют круг вокруг Свободы и Виктории 13 дев, каждая — со звездою над своей головой, представляющие Тринадцать колоний. Несколько дев повёрнуты спиной к Вашингтону, что якобы представляет колонии, которые отделились от Союза ко времени написания картины. Зеркально над Вашингтоном изображён девиз E Pluribus Unum, означающий «Из многих — единое».
По периметру Вашингтона, двух богинь и 13 дев окружают шесть сцен, аллегорически представляющих национальные понятия: двигаясь ниже от Вашингтона от центра по часовой стрелке, «Войну», «Науку», «Судоходство», «Торговлю», «Технику» и «Земледелие». Сцены по периметру не видны полностью с пола Капитолия.
| Сцена | Описание |
| ----- | --- |
|       | Война Свобода, также известная как Колумбия, находится прямо под Вашингтоном в роли персонификации войны. Сцена изображает борющуюся за свободу женщину с поднятым мечом, в накидке, шлеме и с щитом (последний — в цветах американского флага), повергающую персонажей, представляющих Тиранию и Королевскую власть. Слева от Свободы помогающим ей изображён белоголовый орлан (национальная птица США), держащий молнии Зевса, похожие на стрелы, которые держит орлан на Большой печати США. |
|       | Наука Минерва, римская богиня мудрости, изображена с щитом и копьём, указывая на электрический генератор, создающий энергию для батарей рядом с ручным типографским станком, символизирующими великие американские изобретения. Американские учёные и изобретатели Бенджамин Франклин, Сэмюэл Морзе и Роберт Фултон наблюдают. В левой части сцены учитель демонстрирует использование циркуля.                                                                                                  |
|       | Судоходство Эта сцена изображает Нептуна, римского бога морей, с трезубцем и короной из морских водорослей на колеснице из раковин, которую ведут морские коньки. Венера, богиня любви, рождённая в море, изображена помогающей провести трансатлантический телеграфный кабель, шедший от Америки до Ирландии. На фоне представлен броненосец с дымовыми трубами. |
|       | Торговля Меркурий, римский бог торговли, изображённый со своими крылатыми петасами, с кадуцеем и в сандалиях, передаёт мешок золота финансисту Войны за независимость Роберту Моррису. Слева мужчины передвигают коробку на ручной тележке; справа якорь и моряки указывают на «Судоходство». |
|       | Техника Вулкан, римский бог огня и кузнечного ремесла, изображён стоящим у наковальни рядом с грудой пушечных ядер и ногой стоящим на пушке. На фоне изображена паровая машина. Предполагается, что мужчина у кузницы изображает Чарльза Томаса, смотрителя металлических работ во время конструкции купола Капитолия. |
|       | Земледелие Церера, римская богиня земледелия, изображена с венком из пшеницы и рогом изобилия, символом плодородия, сидя на жатке Маккормика. Персонификация Молодой Америки в фригийском колпаке держит поводья лошадей, в то время как богиня Флора собирает цветы на фоне. |